# Yusaku Miyazato
Yusaku Miyazato (1980) is een Japanse golfer. Hij speelt op de Japan Golf Tour.
Miyazato studeerde aan de Tohoku Fukushi-universiteit. Als amateur won hij in 2000 het Japanese collegiate championship, in 2001 en 2002 het Japans Amateurkampioenschap. Eind 2002 werd hij professional.
Op 25 augustus 2006 maakte Miyazato twee keer een hole-in-one tijdens het Reno-Tahoe Open. Het was de eerste keer dat een professional dit deed, maar amateur Bill Whedon presteerde het in 1955 tijdens de eerste ronde van het Insurance City Open.
In 2013 won hij twee professional toernooien, het Golf Nippon Series JT Cup van de Japanse Tour en het Kyusyu Open, dat van 1973-1991 ook deel uitmaakte van de Japan Golf Tour.

In 2016 bereikte hij de top-100 van de wereldranglijst (OWGR) en kwalificeerde hij zich voor het US Open.

## Persoonlijk
Zijn jongere zus Ai Miyazato speelt op de LPGA Tour.

## Gewonnen
Japan Golf Tour
- 2013: Golf Nippon Series JT Cup
- 2014: Token Homemate Cup (-14)
- 2015: Dunlop Phoenix

Elders
- 2013: Kyusyu Open